# SHIHO (セクシーアイドル)
SHIHO（しほ、1968年3月17日 - 旧姓/本名:坂本 志穂 さかもと しほ）は、宮崎県出身の日本の女性歌手。血液型O型。所属は「アーティストハウス・ピラミッド」に所属していた。

## 略歴
1988年、シングル「GYPSY QUEEN」で日本コロムビアからメジャー・デビュー。日本メナード化粧品CMソング。全米ニューヨーク・タイムズ・ビルボードダンスミュージック・リクエストチャート1位を獲得する。原宿歩行者天国で行ったゲリラライブの衣装が、スポーツ紙各紙に取り上げられブレイク。1990年代にTバック姿の衣装で全国のディスコにてディスコクイーン・学園祭の女王として活動する。
1989年、「ぎりぎり・誘惑」がTBSテレビドラマ「アイラブユーからはじめよう」主題歌に使用され、1992年に「何時迄もLOVE YOU」がオリコン最高38位：登場37週（19.8万枚）を記録。プラチナディスク賞受賞。
1993年は「SHAKE YOUR BODY/港のヨーコ・ヨコハマ・ヨコスカ」で初の両A面かつカバー・シングル等、1994年まで活発に作品のリリースを続けた。
1993年、同じくセクシータレントだったAYUMIと「NICE BODIES」を結成。
1994年、スキンヘッドヌードを披露し話題となる。
1995年以降には、東映Vシネマ[XX・ダブルエックス]でレンタル部門で関東１位獲得。他数本に出演、俳優としても活動経験を持つ。1997年に結婚し一児を授かり芸能活動を休止。再び芸能活動を始動したのちに離婚。
2018年の愛犬の死を機に、第一種動物取扱責任者（販売・保管・貸出出）ペットホテル。出張シッター・愛玩動物管理士・ペット保険募集人・心理ケアカウンセラー資格・ペットロス･ハートケアカウンセラーの資格を取得。動物取扱事業所　Ra・Birth命（mei）の代表も務め電話相談や各地で講演活動も実施。動物の売上の一部を動物保護活動者へ寄付している。以前は脂質異常症、1型・2型糖尿病などを患ったこともあり歌手など表立った活動は控えていた。
2022年から夏樹陽子が所属する芸能事務所・有限会社アップル･ツリーと業務提携締結。2023年よりフリーに転身。ダイナミックな声を生かし全国DISCOイベント等にて自身考案のソロゴスペル・ゴスロックの新ジャンルを立ち上げライブ活動中。

## 人物
宮崎県延岡市で生まれ、3姉妹の長女。中学2年生の時に両親が離婚。身寄り先であった父が18歳の時に死去。アルバイト生活を経て同年に東京に上京。前述のスキンヘッドヌードは当時18歳だった末妹が白血病となり、副作用で髪が抜けたつらさを共有したいと思ったことがきっかけ。妹とは21歳で死別した。
実娘のららも芸能活動をしており、Pimm’sメンバーとしてメジャーデビューも果たした。

## リリース作品
シングル・アルバムすべて日本コロムビア

### シングル
1. GYPSY QUEEN（1988年11月1日）CD・EP（1〜3）
2. Plastic Moon（1989年3月1日）
3. ぎりぎり・誘惑（1989年4月21日）オリコン最高92位：登場3週（0.4万枚）
4. BAD MAN（1989年10月21日）以下CDのみ
5. BAD MAN（NY.CLUB MIX）（1989年12月1日）
6. ONE LOVE ONE HEART（シングルバージョン）（1990年3月21日）
7. YO! DJ!（1991年4月1日）
8. Love Make Me Feel※「YO! DJ!」ジャケットの差し替えが行われC/WがA面となる。
9. 何時迄もLOVE YOU（1992年1月21日）オリコン最高38位：登場37週（19.8万枚）
10. SHAKE YOUR BODY/港のヨーコ・ヨコハマ・ヨコスカ（1993年6月21日）
11. 戦い続けるエンジェル（1994年10月1日）

### アルバム
1. MAKE IT UP（1989年5月1日）
2. ECSTASIA（1989年11月1日）
3. ZANZIBAR（1990年10月21日）※ミニ・アルバム
4. LOVE SEQUENCE（1993年2月21日）
5. CAN'T GET YOUR LOVE（1993年11月1日）※SHIHO、NICE BODY'S名義
6. ルシファー（1994年10月1日）

## 主な出演作品

### Vシネマ
- 極楽金融伝 裏通りの雷人（1993年7月・ケイエスエス）
- XX ダブルエックス 美しき標的[2]（1995年3月・東映ビデオ）
- Another XX ダブルエックス 黒い追跡者[3]（1997年・東映ビデオ）

### 写真集
- クールな吐息（1991年12月1日・ワニブックス）
- 何時までもLoveYou（1992年3月3日・音楽専科社）
- Shiho Naked Woman いくときいっしょ!（1992年11月15日・ワニブックス）
- SHIHO写真集 Dancing（1993年8月25日・桜桃書房）
- SHIHO&AYUMI（NICE BODIES）写真集 BODIES（1993年・青人社）
- SHIHO（1994年・竹書房）CD-ROMも発売された。

### ビデオ
- NICE BODY-S（NICEBODYS名義、1993年6月18日 笠倉出版社）
- SHAKE YOUR BODY（1993年9月21日 日本コロムビア）
- Fetish（1993年10月21日 ポニーキャニオン）